# Коноплёв, Константин Анатольевич
Константи́н Анато́льевич Коноплёв (13 мая 1980, Ленинград) — российский футболист, полузащитник.
Родился в ленинградском районе Купчино. В детстве играл в футбол на стадионе мясокомбината «Самсон». Потом поступил в школу «Московской заставы», в девятом классе стал тренироваться в училище олимпийского резерва. После его окончания получил приглашение в дубль «Зенита». Детские и юношеские тренеры — Валентин Иванович Тимошенко, Сергей Чернов, Станислав Беликов, Николай Воробьёв, Лев Бурчалкин. Весной 2001 года провёл первый матч за основной состав команды. В том же сезоне завоевал единственную награду — бронзовые медали чемпионата России.
Осенью 2003 года привлекался на сборы национальной команды под руководством Валерия Газзаева, но в матчах участия не принимал.
В 2004 году перешёл в московское «Торпедо», в составе которого сыграл только 4 матча. Затем играл в командах Первого дивизиона «Орёл», «Петротрест» (2005), «Волгарь-Газпром» (2006), «Текстильщик-Телеком» (2007). В 2008 году вернулся в Санкт-Петербург, где выступал в чемпионате города за клуб «Сварог-СМУ303» и в «Лиге чайников» за команду «90 минут». В 2009 году игрок клуба «Динамо» (Санкт-Петербург). В летнее трансферное окно 2009 года покинул «Динамо», став свободным агентом.
По состоянию на 2017, а также 2019 год — тренер команды U-14 Академии ФК «Зенит».
Женат, двое детей. Сын от первого брака — Егор 2003 г.р. Дочь от второго брака — Кристина 2013 г.р.